# National-Demokratische Partei (Indonesien)
Die National-Demokratische Partei (indonesisch Partai NasDem (Nasional Demokrat)) ist eine politische Partei in Indonesien, die am 11. November 2011 gegründet wurde.

## Geschichte
Die Partei hat ihren Ursprung in einer jugendorientierten NRO namens Nasional Demokrat (Nationale Demokraten), die 2010 von Surya Paloh, dem Eigentümer des Medienkonglomerats Media Group, und Hamengkubuwono X, dem Sultan von Yogyakarta, gegründet wurde. In den Medien, die Surya Paloh gehören, wurde ausführlich darüber berichtet. Im Jahr 2011 verließ Hamengkubuwono die Organisation, da er mit ihrer Umwandlung in eine politische Partei unzufrieden war. Weniger als einen Monat später gründete Surya Paloh die Nasdem-Partei und ernannte den ehemaligen Politiker der Nationalen Mandatspartei (PAN), Patrice Rio Capella, zu ihrem ersten Vorsitzenden.
Die Partei wurde am 26. Juli 2011 offiziell gegründet, obwohl sie bereits im März beim Ministerium für Recht und Menschenrechte registriert worden war. Auf dem ersten Parteitag im Januar 2013 wurde Surya Paloh zum Parteivorsitzenden für die Amtszeit 2013–2018 ernannt. Der Parteitag übertrug ihm auch die volle Befugnis, die Strategie und Politik der Partei festzulegen und die Wahlen 2014 zu gewinnen. Später im selben Monat verließ einer der anderen Gründer und Geldgeber, der Medienmagnat Hary Tanoesoedibjo, Gründer des Medienkonzerns Media Nusantara Citra, aus Protest gegen die Ernennung von Surya Paloh plötzlich die Partei und wechselte zur Partei des Gewissens des Volkes, die vom ehemaligen General Wiranto geführt wird. Hary wurde daraufhin Vizepräsidentschaftskandidat dieser Partei. Ende 2013 bewarb sich die Nasdem-Partei um die Teilnahme an den Wahlen 2014, und am 7. Januar 2014 gab die Allgemeine Wahlkommission bekannt, dass die Nasdem-Partei die einzige neue Partei war, die alle Anforderungen erfüllte. Sie trat zusammen mit 12 anderen nationalen Parteien an.
Bevor er die Partei gründete, war Surya Paloh 40 Jahre lang ein führendes Mitglied der Golkar-Partei und stieg bis zum Vorsitzenden des Parteirats auf. Auf dem Golkar-Kongress 2004 kandidierte er für die Präsidentschaft, verlor jedoch. Im Jahr 2009 nominierte Golkar Muhammad Jusuf Kalla als ihren Kandidaten. Surya Paloh hat „wiederholt bestritten“, dass er die Nasdem-Partei gegründet hat, um erneut für die Präsidentschaft kandidieren zu können. Während des Wahlkampfs 2014 kritisierte die indonesische Rundfunkkommission den Nachrichtensender MetroTV, der Surya Paloh gehört, für seine übertriebene Berichterstattung über die Partei.
Im Juni 2021 geriet die Partei erneut unter Beschuss der Öffentlichkeit, als einer ihrer Mitglieder, der Parlamentssprecher der Regentschaft Tolikara in Papua, angeblich Geld und Waffen an bewaffnete Gruppen der Bewegung Freies Papua lieferte. Die Partei bestritt diese Anschuldigungen, sagte aber auch, dass sie bereit sei, den Beschuldigten aus der Partei zu entlassen, falls dies bewiesen würde.